# Carlos Brandt

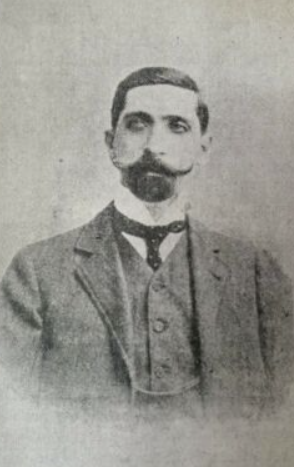

Carlos Brandt (* 11. Oktober 1875; † 27. Februar 1964) war ein venezolanischer Schriftsteller, Historiker und Philosoph.

## Leben
Der Sohn deutscher Einwanderer und ältere Bruder des Komponisten Augusto Brandt lebte vom vierzehnten bis zum neunzehnten Lebensjahr in Deutschland. Fünfundzwanzigjährig wandte er sich an Leo Tolstoi, der ihn in seinen literarischen Ambitionen ermutigte. 1901 erschien sein erstes Buch La belleza de la mujer.
Unter der Diktatur von Juan Vicente Gómez kam er in Haft und lebte danach im Exil in Spanien, Italien, Belgien, Holland und schließlich in den USA. Prägend für ihn wurde die Begegnung mit der anarchistischen Generación Consciente in Barcelona. 
Die meisten seiner Bücher entstanden in der Zeit des Exils. 1913 erschien Fundamentos de la Moral, in der englischen Übersetzung unter dem Titel The Vital Problem. Für das Werk verlieh ihm die American School of Naturopathy einen Ehrendoktortitel. Mit diesem und weiteren Werken gilt Brandt als einer der Vordenker des ethisch begründeten Vegetarismus.
Neben seinen historischen und philosophischen Schriften ist auch Brandts umfangreicher Briefwechsel mit Schriftstellern wie George Bernard Shaw und Leo Tolstoi bemerkenswert, sowie mit Benedict Lust, einem der Begründer der Naturheilkunde.

## Werke
- La Belleza de la Mujer
- El Modernismo
- Fundamentos de la Moral (The Vital Problem)
- La Clave del Misterio
- Diógenes, el atleta de la Voluntad
- Giordano Bruno, el mártir más auténtico de la historia
- Spinoza y el panteísmo
- La Epoca del Terror
- Patología Racional
- Beethoven
- Cervantes, el titán de la literatura
- El Sendero de la Salud
- El Misterioso Almirante
- Camino de Perfección
- La Paz Universal
- Los Enigma de la Ciencia
- Leonardo da Vinci
- La Superstición Médica
- El Vegetarianismo
- El Fundamento de la Moral
- Siluetas Luminosas
- Bajo la Tiranía de Cipriano Castro

| Personendaten    | Personendaten                                            |
| ---------------- | -------------------------------------------------------- |
| NAME             | Brandt, Carlos                                           |
| KURZBESCHREIBUNG | venezolanischer Schriftsteller, Philosoph und Historiker |
| GEBURTSDATUM     | 11. Oktober 1875                                         |
| STERBEDATUM      | 27. Februar 1964                                         |